# Kunčice (Bělotín)
Kunčice (německy Kunzendorf b. Bölten) je vesnice, část obce Bělotín v okrese Přerov. Nachází se asi 2,5 km na jih od Bělotína. Kunčice je také název katastrálního území o rozloze 4,99 km2.

## Název
Místní název byl původně pojmenováním obyvatel vsi, na počátku znělo Kunčici, jeho základem bylo osobní jméno Kunek, Kunec nebo Kunče (ve starší podobě Kunča), což byly domácké podoby jména Kunrát. Význam obyvatelského jména byl "Kunkovi/Kuncovi/Kunčovi lidé". V němčině mělo jméno podobu Kunzendorf (tak zní i nejstarší písemný doklad z roku 1389), jeho základem bylo osobní jméno Kunz, domácká podoba jména Konrat.

## Historie
První písemná zmínka o vesnici pochází z roku 1385.
V letech 1869–1983 byla samostatnou obcí a od 1. července 1983 se vesnice stala součástí obce Bělotín.

## Obyvatelstvo
| Rok            | 1869 | 1880 | 1890 | 1900 | 1910 | 1921 | 1930 | 1950 | 1961 | 1970 | 1980 | 1991 | 2001 | 2011 | 2021 |
| -------------- | ---- | ---- | ---- | ---- | ---- | ---- | ---- | ---- | ---- | ---- | ---- | ---- | ---- | ---- | ---- |
| Počet obyvatel | 378  | 382  | 333  | 370  | 369  | 348  | 352  | 321  | 317  | 288  | 273  | 237  | 242  | 270  | 259  |
| Počet domů     | 73   | 64   | 66   | 63   | 64   | 65   | 69   | 69   | 65   | 65   | 61   | 68   | 70   | 73   | 75   |